# Cold Feet
Cold Feet é uma série de televisão dramática britânica produzida pela Granada Television para a rede ITV. A série foi criada e escrita principalmente por Mike Bullen como continuação de seu premiado especial de comédia de mesmo nome de 1997. A série é protagonizada por James Nesbitt, Helen Baxendale, John Thomson, Fay Ripley, Hermione Norris, Robert Bathurst, Kimberley Joseph, Sean Pertwee e Lucy Robinson.
A série teve como produtor executivo Bullen e Andy Harries, chefe do departamento de humor da Granada, e foi produzida por Christine Langan, Spencer Campbell e Emma Benson. 32 episódios foram transmitidos nas cinco temporadas originais de 15 de novembro de 1998 a 16 de março de 2003. Um revival com todo o elenco original, exceto Baxendale, começou a ser exibido em 5 de setembro de 2016.
Foi anunciado em 17 de fevereiro de 2020 que o programa seria cancelado.

## Elenco
- James Nesbitt...Adam Williams
- Helen Baxendale...Rachel Bradley
- John Thomson...Pete Gifford
- Fay Ripley...Jenny Gifford
- Robert Bathurst...David Marsden
- Hermione Norris...Karen Marsden
- Jacey Sallés...Ramona Ramirez
- Doreen Keogh...Audrey Gifford
- Lorelei King...Natalie
- Rosie Cavaliero...Amy
- Ben Miles...Robert Brown
- Yasmin Bannerman...Jessica
- Kimberley Joseph...Jo Ellison
- Sean Pertwee...Mark Cubitt
- Lucy Robinson...Robyn Duff
- Richard Armitage...Lee
- Ceallach Spellman...Matthew Williams
- Leanne Best...Tina Reynolds
- Daisy Edgar-Jones...Olivia Marsden
- Ella Hunt...Ellie Marsden